# St. Raphael (aereo)

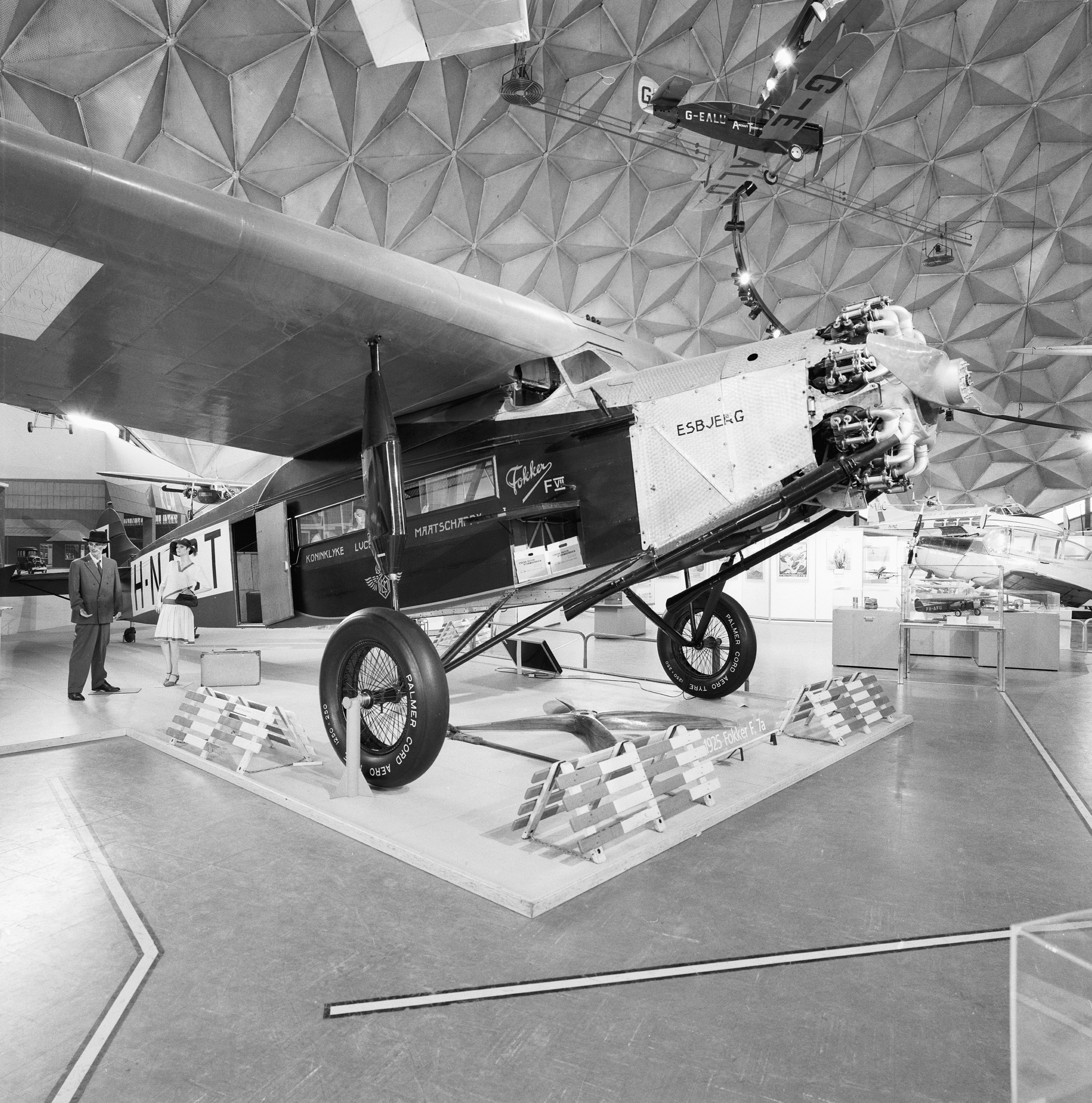
Un Fokker F.VIIa simile al St. Raphael.

Il St. Raphael era un Fokker F.VIIa monoplano utilizzato nel 1927 per un volo transatlantico dall'Inghilterra al Canada nel tentativo di essere il primo velivolo ad effettuare una traversata da est a ovest. Con la proprietaria e finanziatrice Principessa Anna di Löwenstein-Wertheim-Freudenberg come passeggera, l'aereo partì dal campo di volo RAF Upavon, Wiltshire, alle 7:30 del 31 agosto 1927 con Frederick F. Minchin e Leslie Hamilton come equipaggio di volo.
L'ultimo avvistamento confermato del St. Raphael fu a ovest dell'Irlanda, a circa 1200 miglia da Upavon alle 21:44 dalla SS Josiah Macy. Verso le 6 del mattino successivo il piroscafo olandese SS Blijdendijik riferì di aver visto una luce bianca che viaggiava verso est nel cielo quando si trovava a circa 420 miglia (680 km) a est-sud-est di New York, che, se fosse stata il St. Raphael, si trovava molto a sud della rotta prevista, il che suggerisce che si fossero persi. Dopo una serie di segnalazioni non confermate, il Fokker e gli occupanti non furono mai più visti.